# 青木一貫
青木 一貫（あおき かずつら）は、江戸時代中期の大名。摂津国麻田藩の第9代藩主。官位は従五位下・甲斐守。

## 生涯
享保19年（1734年）、伊予国宇和島藩主・伊達村年の三男として誕生した。翌享保20年（1735年）に村年は急死し、長兄の村候が幼くして跡を継いだ。村年の三男は諱を村銘、通称を伊織と名乗り、部屋住みとして過ごす。
摂津麻田藩の第8代藩主・青木一新の婿養子として、明和6年（1769年）12月7日、幕府に養子縁組（婿養子）願いを提出し、翌明和7年（1770年）2月22日に許可を得る。同年3月15日、10代将軍・徳川家治に御目見する。同年7月26日、一新の隠居により家督を相続した。明和8年（1771年）12月18日、従五位下・甲斐守に叙任する。
安永7年（1778年）11月8日、大番頭に就任する。天明4年（1784年）3月9日、大番頭を退任する。天明6年（1786年）6月28日死去、享年53。
正室のお薗（一新の娘）との間にもうけた四男の一貞が家督を継いだ。次男の設楽貞喬の孫に、日米修好通商条約などの開国交渉などに当たった旗本の岩瀬忠震がいる。

## 養子入りまでの経緯
青木一新には長男の一在を含む5人の男子がいたが、明和3年（1766年）までに全て早世した。一新自身が先々代・一都、先代・見典と2人の兄の相次ぐ死を経て家督を継いだこともあって、跡継ぎとして適当な男子が近親者にいないため、婿養子を迎えることになり、まず弘前藩津軽家と交渉したが破談になった。その後、明和6年（1769年）7月頃から青木家と宇和島伊達家の交渉が始まった。青木家は当初、宇和島藩主・伊達村候の庶子のうちで10代初め頃の男子を所望していた。当時まだ幼かった一新の次女の婿として釣り合い、また費用がかさむ幕府への出仕が幼少ゆえに当面避けられることが理由であったが、持参金の問題から話がまとまらなかった。
代わって伊達家から提案されたのが、村候の弟の伊織村銘であった。伊織にも何度か養子話はあったがまとまらず、部屋住みとして宇和島で暮らしていた。養子話の中には彦根藩主・井伊直定との縁組もあったが、井伊家の血筋を重んじた幕府から許可が下りず破談となった。伊織は既に35歳と高齢で一新と年齢が近く、娘とは年齢が開きすぎることから、青木家側は難色を示した。しかし一新の娘には、部屋住み時代にもうけ、家督相続にあたり家臣の養女にしていた庶出の長女のお薗もいた。そこで青木家側は、お薗を藩主家に戻した上で伊織をその婿養子とすることを新たに提案した。伊達家側も持参金の上積みなどに応じ、交渉はまとまった。青木家に入った伊織は、諱を一載、のち一貫と改めた。
一貫の「娘」のうち、渡辺春綱の正室となった一人は、養子話の際に最初に持ち出された一新の次女を一貫が養女にしたのだと一説にいわれる。

## 系譜
子女は6男6女
- 父：伊達村年（1705年 - 1735年）
- 母：富子 - 徳子、伊達吉村の三女
- 養父：青木一新（1728年 - 1781年）
- 正室：お薗 - 青木一新長女、青木忠右衛門の養女となるも復籍
  - 四男：青木一貞（1776年 - 1831年）
- 生母不明の子女
  - 男子：佐野健行 - 佐野義行の養子
  - 男子：設楽貞喬 - 設楽貞猶の養子
  - 男子：米津政佑 - 米津政従の養子
  - 男子：青木一寧
  - 女子：渡辺春綱正室 - 養女とも
  - 女子：斉藤利恵正室